# Праздник мая (телесериал)
«Праздник мая» (англ. Mayday) — британский пятисерийный мини-сериал в жанре драматического триллера с элементами фэнтези. Главные роли в сериале исполнили Лейла Миммак, Питер Ферт, Софи Оконедо, Эйдан Гиллен, Лесли Мэнвилл и Питер Макдональд. Премьера состоялась 3 марта 2013 года на канале BBC One. За время показа зрителями сериала стали 7,68 миллиона британцев.

## Сюжет
Небольшой городок с нетерпением ждёт начала языческого парада в честь Праздника мая. Местный подросток и тёмная лошадка Лайнус Ньюкомб (Макс Фаулер) с сожалением смотрит, как его возлюбленная Кейтлин Саттон (Лейла Миммак) целует его соперника. Тем временем на другом конце городка её сестра-близнец Хэтти, которая была выбрана королевой мая, отправляется на парад. Но на празднике она так и не появляется.

## В ролях
- Лейла Миммак[англ.] — 14-летняя Хэтти Саттон, пропавшая Королева Мая / Кейтлин, cестра-близнец Хэтти.
- Питер Ферт — Малкольм Спайсер, девелопер, владелец компании Spicer Development, занимавшейся проектом «Поля Кэролла».
- Софи Оконедо — Фиона Хилл, констебль полиции, жена Алана Хилла, воспитывающая троих детей.
- Эйдан Гиллен — Эверетт Ньюкомб, отец Лайнуса Ньюкомба.
- Лесли Мэнвилл — Гейл Спайсер, жена Малкольма Спайсера.
- Питер Макдональд[англ.] — Алан Хилл, полицейский, муж Фионы Хилл.
- Том Фишер[англ.] — Сет Докер, брат Стива Докера, страдающий психическим расстройством.
- Сэм Спруэлл[англ.] — Стив Докер, брат Сета Докера.
- Макс Фаулер — Лайнус Ньюкомб, сын Эверетта Ньюкомба.
- Каролин Берри — Джо Саттон, жена Ричарда Саттона, мать Хэтти и Кейтлин.
- Ричард Хоули — Ричард Саттон, муж Джо Саттон, отец Хэтти и Кейтлин.
- Дэвид Финн — Джеймс, сын Малкольма и Гейл Спайсер.
- Эдриан Роулинс — сержант Миллс.

## Список серий
| № | Название               | Режиссёр    | Автор сценария        | Дата премьеры | Зрители в Великобритании (млн) |
| --- | ---------------------- | ----------- | --------------------- | ------------- | ------------------------------ |
| 1 | «Эпизод 1» «Episode 1» | Брайан Уэлш | Бен Корт Керолайн Айп | 3 марта 2013  | 7,68                           |
| Наступил Праздник мая и жители небольшого городка ждут языческий парад. Но королева мая, местная юная девушка Хэтти Саттон, не появилась на празднике. Зритель видит, что по дороге на парад у нескольких людей была возможность её похитить. |                        |             |                       |               |                                |
| 2 | «Эпизод 2» «Episode 2» | Брайан Уэлш | Бен Корт Керолайн Айп | 4 марта 2013  | 5,84                           |
| На следующий день после исчезновения Хэтти местные жители объединяются в её поисках, которыми руководит Стив. Таким образом он надеется завоевать благосклонность семьи девочки, а также скрыть своё беспокойство о брате. Полицейский допрос даёт Лайнусу пищу для размышлений по поводу своего отца. Тем временем Гейл начинает подозревать своего мужа Малкольма, поэтому её сын Джейс обыскивает его офис в поисках улик. Бывший офицер полиции Фиона игнорирует протесты своего мужа Алана и начинает собственное расследование. |                        |             |                       |               |                                |
| 3 | «Эпизод 3» «Episode 3» | Брайан Уэлш | Бен Корт Керолайн Айп | 5 марта 2013  | 5,85                           |
| Неожиданное открытие бросает свет на ключевого подозреваемого и заставляет Гейл столкнуться с неприятными фактами о Малкольме. Отношения Кейтлин и Лайнуса становятся более глубокими, после того, как она рассказывает ему свой постыдный секрет, связанный с днём, когда пропала её сестра. Фиона начинает подозревать Эверетта. |                        |             |                       |               |                                |
| 4 | «Эпизод 4» «Episode 4» | Брайан Уэлш | Бен Корт Керолайн Айп | 6 марта 2013  | 6,0                            |
| Лайнус даёт опасное обещание Кейтлин и узнаёт о том, как на самом деле его отец Эверетт был связан с Хэтти. Фиона и Алан мирятся из-за странного поведения их дочери Шарлотты, в то время как Гейл отказывается простить Малкольма, что вбивает клин между ними. |                        |             |                       |               |                                |
| 5 | «Эпизод 5» «Episode 5» | Брайан Уэлш | Бен Корт Керолайн Айп | 7 марта 2013  | 6,16                           |
| Поминки неожиданно прерываются и это приводит к роковым последствиям. Стиву наконец-то предоставляется шанс поговорить с Энджи, он хочет наладить отношения с её семьёй. Фионе приходится столкнуться со своими старыми коллегами в неожиданном для неё смысле. Кейтлин меняется сверхъестественным образом, а отношения Эверетта и Лайнуса переходят на новый уровень после ссоры. |                        |             |                       |               |                                |

## Производство
Медиа-центр BBC объявил о создании сериала 27 апреля 2012 года. Съёмки сериала проходили в городе Доркинг, Суррей, Великобритания. В качестве полицейского участка использовался старый магистратский суд. Во время съёмок также использовались улицы города, магазинчик шашлыков и старая городская библиотека.

## Выпуск на DVD
Компания «Acorn Media UK» выпустила весь мини-сериал на DVD 8 апреля 2013 года.